# دكاكيرية الشعر

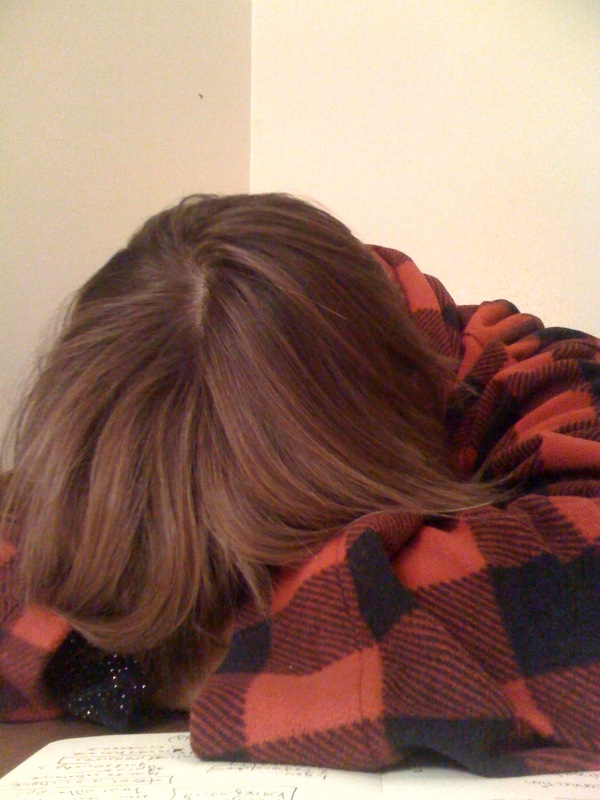
شعر رأس شابة

دكاكيرية الشعر والمعروفة أيضا باسم شبق الشعر الاجتزائي وترايكوفيليا هي من أنواع الشبق الاجتزائي حيث يرى فيه الشخص الشعر - الهدف الأكثر شيوعاً هو شعر الرأس - كشيء مثير جنسياً بشكل غير مألوف لغيره. وقد تحدث الإثارة الجنسية من رؤية أو لمس الشعر، سواءاً كان شعر الرأس أو شعر العانة أو حتى شعر الإبطين أو شعر الصدر أو أحياناً الفراء. الإثارة من شعر الرأس قد تأتي من رؤية أو لمس الشعر الطويل جدا أو القصير أو الشعر الرطب أو ألوان معينة من الشعر أو حتى قصة شعر معينة أما دكاكيرية شعر العانة فهي شكل محدد ومستقل من دكاكيرية الشعر. أما دكاكيرية قص الشعر فهي على صلة بالبارافيليا حيث يتم إثارة الشخص من خلال وجود شعر رأس قصير أو محلوق تماماً ومن خلال قص الشعر لشخص آخر أو من خلال مشاهدة شخص تتم حلاقة شعره أو رؤية شخص برأس حليق تماماً أو قصير الشعر جداً.

## أصل التسمية
من الناحية العملية تُسمَّى دكاكيرية الشعر باسم Trichophilia والتي تأتي من الكلمة اليونانية «تريكا» (τρίχα) وتعني الشَّعر، واللاحقة اللغوية «فيليا» (φιλία) التي تعني الحب فالكلمة مجتمعة تعني حب الشعر.

## الصفات المميزة

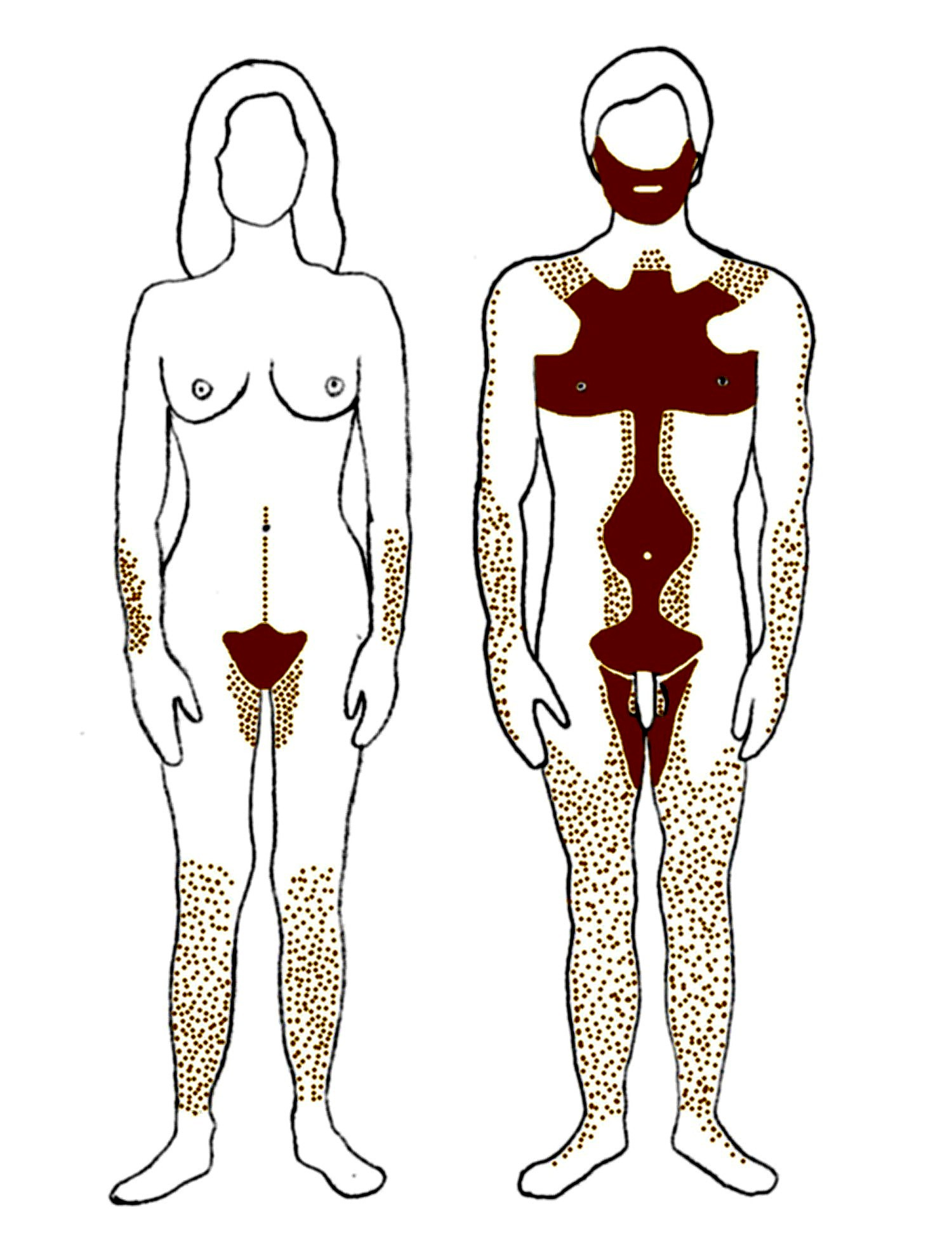
توزيع الشعر في جسم الرجل والمرأة أثناء وبعد البلوغ

وجود الشعر واحدة من الخصائص المميزة للثدييات، وفي البشر يمكن أن يكون الشعر على فروة الرأس وفي الوجه وفي الصدر وعلى منطقة العانة وفي ثنيات الإبطين إلى جانب أماكن أخرى. في الذكور (الرجال) يكون الشعر في أماكن أكثر من الإناث (النساء) لكن
الشعر لا يمتلك في حد ذاته أي قيمة جنسية جوهرية أكثر مما تعطيه له مفاهيم الثقافات المختلفة للبشر، فبعض الثقافات مزدوجة الرأي فيما يتعلق بشعر الجسم، فتعتبر جزءاً منه جميلاً وجذاباً ومن علامات الجمال في حين أنها تعتبر أجزاءاً أخرى غير جمالية بالمرة فالعديد من الثقافات تعتبر شعر المرأة مثيراً وجذاباً من الناحية الجنسية فعلى سبيل المثال تغطي العديد من النساء المسلمات شعر رؤوسهن في الأماكن العامة وتكشفنه فقط للأصدقاء (الإناث) المقربات وبعض الأفراد من العائلة. وبالمثل، تغطي العديد من النساء اليهوديات شعرهن بعد الزواج. خلال العصور الوسطى كان من المتوقع من المرأة الأوروبية أن تغطي شعرها بعد أن تتزوج.
حتى في الثقافات التي تكون فيها المرأة لا تغطي عادة شعرها يتم التعرف على بعض الصفات المثيرة للشعر التي تضفيها عليه الثقافة ذاتها وترتبط بعض قصات الشعر ثقافيا مع جنس معين، فارتبطت أنماط شعر الرأس القصير وغيابه (الصلع) مع الرجال والشعر الطويل مع النساء والفتيات، على الرغم من أن هناك العديد من الاستثناءات مثل الرجال الغاليين الأيرلنديين وبعض صور الرجال في الفن على مر التاريخ، وأبرز مثال على الأرجح هي صور المسيح حيث يظهر فيها طويل الشعر أما في حالة النساء خاصة فقد تم عرض شعر الرأس في الفن والأدب كسمة أساسية من الجمال والتفاخر وحتى الإثارة الجنسية. للشعر دور هام جدا في قواعد وقوانين الجمال القياسية في مناطق مختلفة من العالم، وللشعر الصحي الممشط جيداً خاصيتان مهمتان: الجمال والموضة؛ وفي تلك الثقافات يتم تسخير الوقت والنفقات بشكل كبير للوصول للشكل الجذاب للشعر، وفي بعض الحالات لإزالة الشعر غير المرغوب فيه من الناحية الثقافية أيضاً في الأماكن الأخرى غير فروة الرأس في هذه الحالة.
تتجلى دكاكيرية الشعر في مجموعة متنوعة من السلوكيات، فالمولَع (الفتيشي) قد يتمتع برؤية أو لمس الشعر، وسحب أو قص الشعر من شخص آخر. إلى جانب هذا الشعور بالمتعة فهم قد يُثارون جنسيا من مثل هذه الأنشطة. ويمكن أيضا أن يوصف الأمر على أنه هوس كما في حالة غسل الشعر أو الخوف من فقدان الشعر. الإثارة من شعر الرأس قد تنشأ من رؤية أو لمس الشعر الطويل جدا أو حتى القصير والشعر الرطب، أو رؤية لون معين من الشعر أو قصة شعر معينة. قد يجد البعض الآخر الرغبة - بشكل حرفي - في «ممارسة الجنس مع شعر شخص آخر» كفكرة خيالية مثيرة أو فيتيش. وتؤثر هذه الحالة على كل من الرجال والنساء على حد سواء.
بعض الناس يشعرون بالمتعة عندما يتم قص شعرهم أو تهذيبه، وهذا لأنه يتم إنتاج هرمون الإندورفين الذي يمنحهم شعوراً يشبه إلى حد ما تدليك فروة الرأس أو الضحك أو حتى العناق. ومن ناحية أخرى يشعر كثير من الناس بقدر من القلق عندما يتم قص شعر رؤوسهم. ذكر سيجموند فرويد أن قص شعر المرأة الطويل من قبل الرجل قد يمثل لها الخوف أو مفهوماً من الإخصاء، وهذا يعني أن شعر المرأة الطويل يمثل «قضيباً رمزياً» ومن خلال قطع شعرها يشعر الرجل بفرض هيمنته عليها  بصفته الشخص «القائم بالإخصاء» وليس «المخصي» (في حين أن الوضع المعضل ينبع من حقيقة أن الشعر الذي قصه سوف ينمو مرة أخرى من جديد على عكس الإخصاء الحقيقي).
شبق الشعر الجزئي أيضاً قد يظهر من مصادر مختلفة للإثارة، وأكثرها شيوعا - ولكن ليس الوحيد - شعر رأس الإنسان. شبق الشعر الجزئي قد يطال أيضا شعر الوجه، والشعر في الصدر، وشعر العانة وشعر الإبط وحتى فراء الحيوانات. الإثارة يمكن أن تنشأ من الملمس أو اللون أو تسريحة الشعر أو طول الشعر. وبين المتغيرات الأكثر شيوعا لهذا الشذوذ هي الإثارة من خلال الشعر الطويل والشعر القصير، والإثارة من ذوي الشعر الأشقر أو الفاتح اللون (أو دكاكيرية الشقر) والشعر الأحمر اللون (دكاكيرية الرؤوس الحمراء) والإثارة من أشكال مختلفة من ملمس ومنظر الشعر (مجعد، متموج، أملس.. الخ). شبق الشعر الجزئي يمكن أن يصل حتى إلى الإثارة التي يسببها نتف أو شد شعر الرأس أو شعر الجسم.
دكاكيرية الشعر تأتي كذلك من الانبهار بالطبيعية والإعجاب بالأنواع التي لديها غطاء الجسد محل الإعجاب (الجلد أو الفراء أو الشعر... إلخ)، فملمسه يعطي لمن لديه هذا الانبهار أو الهوس بالطبيعة المتعة الحسية. ويطور الرضع هذا النوع من المتعة بملمس الشعر في وقت مبكر من حياتهم، ويظهر ذلك في السلوك العدواني الذي يمكن أن يدفع الرضيع لشد شعر الأشخاص الذين يتفاعل معهم. وتعتبر دكاكيرية الشعر أو حب الشعر نوع من الشذوذ الجنسي الذي عادة ما يكون غير مؤذ.

## انتشاره

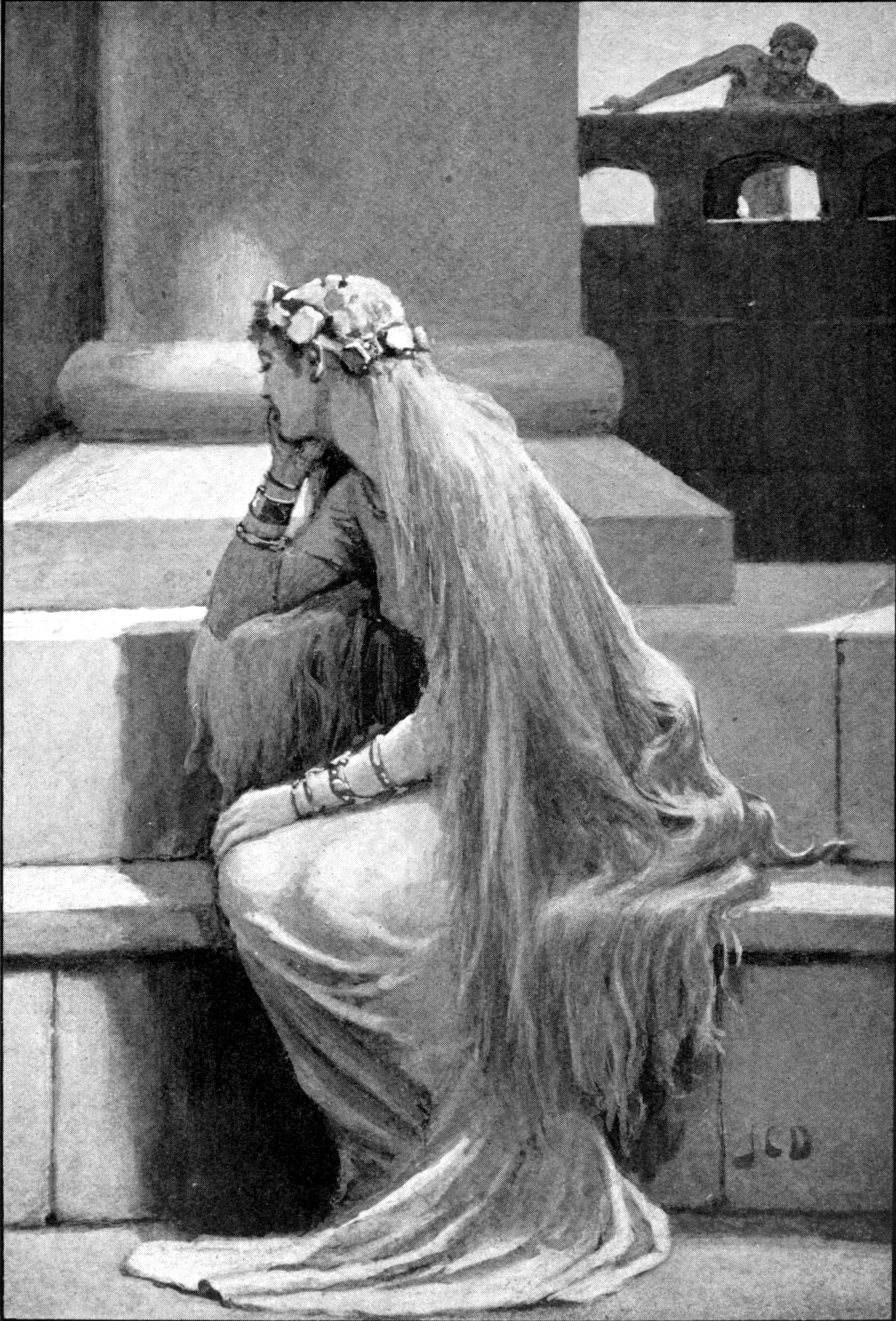
لوحة سيف زوجة ثور إله الرعد في شمال أوروبا (1909) - من رسم الفنان البريطاني جون تشارلز دولمان

من أجل تحديد مدى الانتشار النسبي لأنواع الدكاكيرية المختلفة، حصل العلماء على عينة من 5000 شخص على الأقل من جميع أنحاء العالم في عام 2007 من 381 مجموعة للنقاش عبر الإنترنت (منتديات وخلافه). وقدرت معدلات الانتشار النسبية على أساس (أ) عدد المجموعات المكرسة لفتيش معين؛ (ب) عدد الأفراد المشاركين في المجموعة (ج) عدد الرسائل المتبادلة؛ ومن عينة تمثيلية وجد أن 7 في المئة يُثارون جنسياً من شعر الرأس (مقابل 12 من الملابس الداخلية، و4 من الأعضاء التناسلية، 3 من الثدي، 2 من الأرداف، وأقل من واحد في المئة من شعر الجسم).

## التاريخ
هناك إشارات إلى دكاكيرية الشعر يمكن العثور عليها في الإمبراطوريات القديمة. ففي الميثولوجيا الإسكندنافية هناك ما يشير إلى هذه الدكاكيرية في قصة سيف زوجة الإله ثور وربة الخصوبة التي كانت تثير الإعجاب لأنها تملك شعراً جميلاً من الذهب الخالص.
لقد كان الشعر رمزا للجمال، والخيلاء والإثارة الجنسية. ففي قصة رابونزيل التي كتبها الأخوان جريم ونُشرت في عام 1812 هناك تشابه لجمال شعر سيف السابقة الذكر مع قصة شابة مع شعر أشقر محبوسة في غرفة برج عال، والطريقة الوحيدة للوصول إليها هو تسلق البرج باستخدام شعرها الطويل.
في المجتمعات المتدينة مثل المسيحية، هناك قصة شعر مميزة كانت شائعة وفيها يقطع أو يحلق الشعر من فروة الرأس تماماً (مع ترك بعض الأجزاء غالباً على جوانب الرأس)، كدليل على نقاء الجسم.